# Mariage mortel
Pour plus de détails, voir Fiche technique et Distribution.
Mariage mortel (The Perfect Wife) est un téléfilm américain réalisé par Don E. FauntLeRoy et diffusé en 2001 à la télévision.

## Synopsis
Rubin a toujours occupé la première place dans la vie de sa sœur, Leah. Depuis qu'ils sont petits, celle-ci prend soin de son frère, le protégeant de leur sévère beau-père. Un après-midi, sur une route de campagne en Floride, Rubin meurt, victime d'un accident de voiture. Après cette catastrophe, Leah, désespérée, est déterminée à supprimer toutes les personnes qu'elle considère responsables de cette tragédie.

## Fiche technique
- Date de sortie : 21 mai 2001 aux USA
- Réalisateur : Don E. FauntLeRoy
- Scénariste : George Saunders et Richard Dana Smith
- Producteur : Pierre David, Carmi Gallo
- Costumes : Jose Rivera
- Décors : Debbie Andrews
- Musique : Richard Bowers
- Photo : Don E. FauntLeRoy
- Pays d'origine :  États-Unis
- Langue : anglais
- Genre : Film dramatique
- Durée : 90 minutes

## Distribution
- Perry King (VF : Patrick Poivey) : Dr. Robert Steward
- Shannon Sturges (VF : Malvina Germain) : Leah Tyman / Liza Steward
- Lesley-Anne Down (VF : Sylvie Ferrari) : Helen Coburn
- William R. Moses (VF : Patrick Donnay) : Dr. Brad Steward
- Michele Greene : Felicia Laurel
- Max Gail : Ted Vance
- Michael Fairman : Orville Gleason
- Luisa Leschin : Greta Molina
- Sondra Currie : Nora Toling
- Khadijah Karriem : Judith
- Dave Cole : Ruben Tyman
- Alex Fatovich : Maryanne Gleason
- Bonita Brisker : l'infirmière en chef
- Christopher Kriesa : McGovern
- Jack Ong : le médecin de Tallahassee
- Jacqueline Steiger : Leah Tyman (à 8 ans)
- Craig Patton : Wayne Tyman
- Chase Ellison : Ruben Tyman (à 5 ans)

 Source et légende : version française (VF) sur RS Doublage et selon le carton de doublage télévisuel.